# گانیمده

در اسطوره شناسی یونانی گانیمده یا گانیمدیس (به یونانی: Γανυμήδης) یک قهرمان خدایی بود که زادگاهش تروآ بود. هومر وی را زیباترین موجود فانی توصیف می کند، و در یکی از افسانه ها گفته می شود که زئوس در عشق به زیبایی اش سقوط کرده و وی را در حالی که به صورت یک عقاب استْ به اسارت می گیرد تا به عنوان ساقی در المپ خدمت کند. 

[گانیمده] خوشگل ترینِ نسلِ فانی ها زاده بود، و برای همین خدایان وی را برای خود ربودند تا ساقیِ زئوس باشد_ تنها به خاطر زیبایی اش_ بنابراین وی میتواند در زمرهٔ نامیرایان باشد.

_هومر، ایلیاد، کتاب بیستم، خطوط 235_233. 
این اسطوره نمونه ای برای سنت اجتماعی یونانیِ شاهدبازی بود، رابطهٔ رمانتیکی میان یک مرد بالغ و یک پسر نوجوان که اجتماعاً نیز پذیرفته شده بود. شکل لاتینِ نامْ کاتامیتوس∗(و همچنین "گانیمِدِس") بود که از آن کلمهٔ انگلیسی "کاتامیته"∗ مشتق شده است. مطابق گفتهٔ افلاطون، کِرِتی ها عادتاً به این متهم می شدند که برای توجیه " التذاذ غیرطبیعی "شانْ دست به ابداع این اسطوره زده اند.

## نسب خانوادگی
| رابطه          | نام        | منبع | منبع            | منبع     | منبع    | منبع  | منبع     | منبع       | منبع      | منبع    | منبع  | منبع  | منبع  |
| -------------- | ---------- | ---- | --------------- | -------- | ------- | ----- | -------- | ---------- | --------- | ------- | ----- | ----- | ----- |
| رابطه          | نام        | هومر | سرودهای هومری ∗ | اوریپیدس | دیدوروس | سیسرو | دیونوسوس | آپولودوروس | هوگینوس ∗ | دیکتوس∗ | کلمنت | سودا∗ | تیتز∗ |
| والدین         | تروس       | ✓    | ✓               |          | ✓       |       | ✓        | ✓          |           | ✓       |       | ✓     |       |
| والدین         | آکالاریس   |      |                 |          |         |       | ✓        |            |           |         |       |       |       |
| والدین         | کالیرهوئه  |      |                 |          |         |       |          | ✓          |           |         |       |       |       |
| والدین         | لائومدون   |      |                 | ✓        |         | ✓     |          |            |           |         |       |       |       |
| والدین         | اریختونیوس |      |                 |          |         |       |          |            | ✓         |         |       |       |       |
| والدین         | آساراکوس   |      |                 |          |         |       |          |            | ✓         |         |       |       |       |
| والدین         | داردانوس   |      |                 |          |         |       |          |            |           |         | ✓     |       |       |
| والدین         | ایلوس      |      |                 |          |         |       |          |            |           |         |       |       | ✓     |
| خواهر یا برادر | ایلوس      | ✓    |                 |          | ✓       |       |          | ✓          |           | ✓       |       | ✓     |       |
| خواهر یا برادر | آساراکوس   | ✓    |                 |          | ✓       |       |          | ✓          |           |         |       | ✓     |       |
| خواهر یا برادر | کلئوپاترا  |      |                 |          |         |       |          | ✓          |           |         |       |       |       |
| خواهر یا برادر | کلئومسترا  |      |                 |          |         |       |          |            |           | ✓       |       |       |       |

گانیمده پسر تروس پادشاه داردانیه (Dardania) بود، کسی که فرض بر این است که نام تروآ از وی گرفته شده است. تروس یا از همسرش کالیرهوئه∗ _دختر ساماندر∗ خدای رودخانه_ وی را دارا شده است یا از آکالاریس∗ دختر ایومِدِه∗. بسته به مؤلف، وی برادر ایلوس∗، آساراکوس∗، کلئوپاترا∗ و کلئومسترا∗ بود.
داستان ها در مورد گانیمده در جزئیات با یکدیگر تفاوت بسیار دارند؛ برخی وی را پسر لائومدون می دانند، برخی پسر ایلوس (با ایلوس نامبرده اشتباه نشود)، در برخی منابع نیز پسر داردانوس، برخی پسر اریختونیوس∗ یا آساراکوس (با آساراکوس نامبرده اشتباه نشود) می دانند.

## اسطوره شناسی

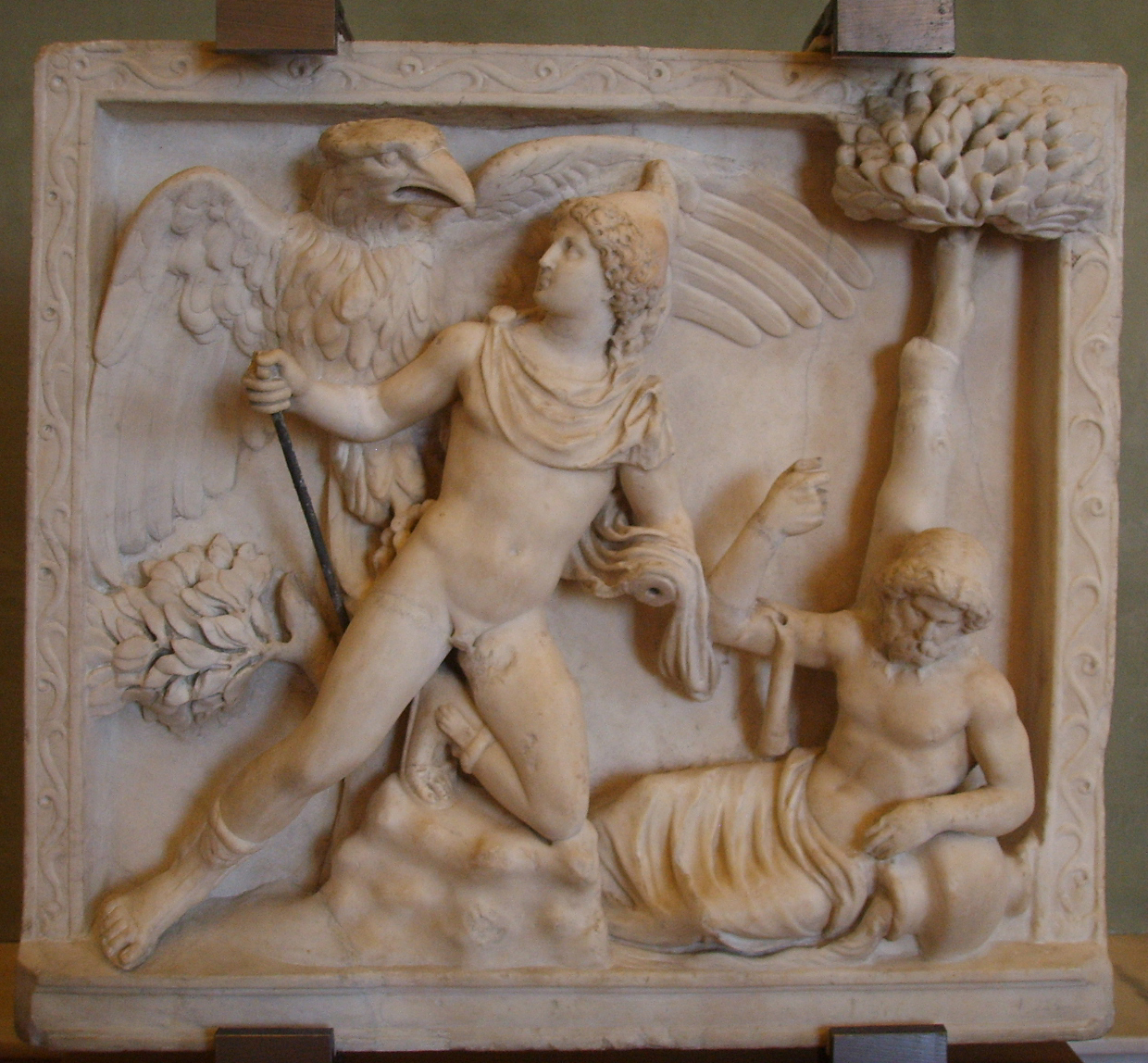
یک نقش برجستۀ متعلق به دورۀ رومی که نمایانگر عقابِ زئوس در حال شکار گانیمده، کلاه لبه دار فریگیه ای اش که نشانی از اصل و نسب شرقی اوست، و یک خدای رودخانه می باشد.

گانیمده توسط زئوس از کوه ایدا∗ (امروزه در ترکیه فعلی) نزدیک تروآ در فریگیه ربوده شد. گانیمده به گوسفند علاقه داشته است، [پسری] روستایی یا حقیر که نمونهٔ پسربچگیِ قهرمانی بودْ پیش از اینکه اشراف زادگی اش فاش شود. زئوس یا عقابی را فراخواند یا اینکه خود به شکل عقابی در آمد تا پسرجوان را به کوه المپ ببَرَد.
در المپ، زئوس به وی جوانی ابدی و نامیرایی اعطا کرد و وی را به جای دختر خود هبه _که پس از ازدواج با هرکولْ از شغل ساقیگریِ خود معاف شده بود_ به سِمت ساقیِ خدایان گماشت. از سوی دیگر ایلیاد، هبه (و یکبار هم هفائستوس) را به سان ساقی خدایان و گانیمده را به سان ساقیِ شخصیِ زئوس ترسیم کرده است. ادموند وکنشتت∗ گانیمده را با پیدایش نوشیدنی مسرت آور می‌انگبین مربوط می داند؛ [نوشیدنی ای] که سرچشمه ای سنتی در فریگیه داشت. در برخی منابع ادبی از جمله انه‌اید، هرا همسر زئوسْ گانیمده را چونان رقیبی در جلب توجه همسرش می بیند. در برخی افسانه ها، زئوس بعدها گانیمده را به عنوان صورت فلکی دلو (حامل آب یا جام) در آسمان ها قرار داد که در همسایگی عقاب است. بزرگترین قمر سیاره ژوپیتر(عنوانِ رومیِ زئوس) توسط اخترشناس آلمانی زیمون ماریوس به همین اسم نام گذاری شده است. (نگاه کنید به :گانیمد)
در ایلیاد گفته شده که زئوس با اهدای بهترین اسب ها به پدر گانیمده_تروس_ غرامت ربودن وی را ادا نمود (همان اسبانی که نامیرا ها را حمل می کنند)؛ اسبان توسط خدای سفر هرمس تحویل داده شدند. تروس از این که پسرش نامیرا شده و قرار بود صاحب جایگاهی بس والا یعنی ساقی گریِ خدایان باشدْ دلداری یافته بود.

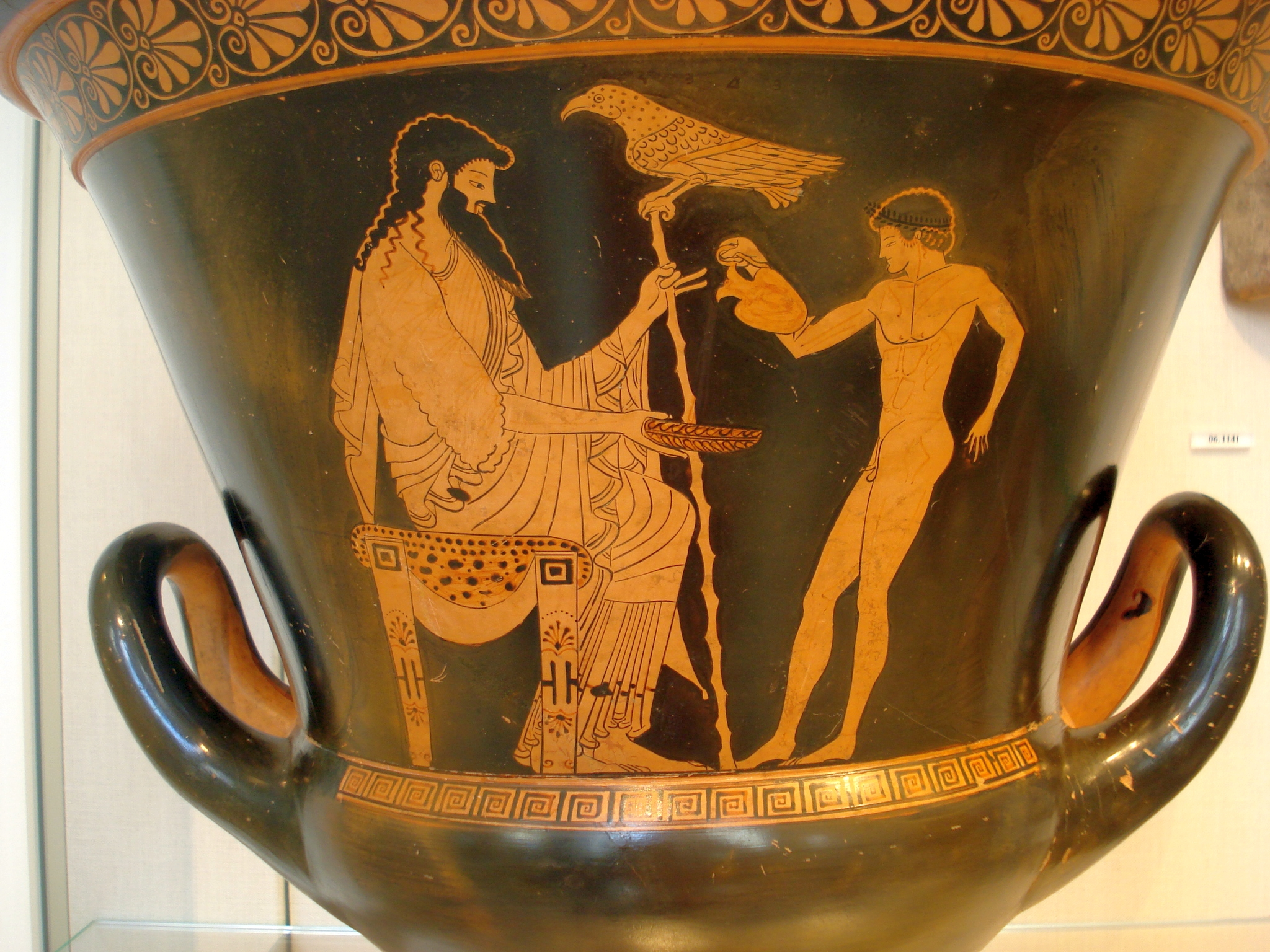
گانیمده در حال ریختن شراب برای زئوس. اثر یوخاریدسِ نقاش (480_490 قبل از میلاد)

افلاطون با نسبت دادن سرچشمهٔ این افسانه به کِرِت_جایی که فرض می شد رسم اجتماعی پدراستیا (واژه ای یونانی معادل شاهدبازی) از آنجا نشأت گرفته است_ جنبهٔ شاهدبازانهٔ افسانه را مدنظر قرار می دهد. آثنئیوس اما گونهٔ دیگری از افسانه که در آن گانیمده توسط پادشاه افسانه ایْ مینوس (نه زئوس) ربوده شد تا به عنوان ساقی اش خدمت کندْ را مورد نظر قرار داد. برخی نویسندگانْ این گونه از افسانه را به سنت شاهدبازی کِرِتی نسبت داده‌اند _که توسط استرابون و افوروس ضبط شده است_ که عبارت بود از ربایش یک نوجوان توسط عاشقی مُسن تر برای دوماه، پیش از اینکه نوجوان قادر به ورود به جامعه همچون یک مرد باشد. از دیدگاه گزنفونْ سقراط منکر این است که گانیمدهْ کاتامیتهٔ∗ زئوس بوده باشد، در عوض تأکید دارد که با توجه به ریشه شناسی نامش که ترکیب ganu_لذت بردن∗_ و mēd_ ذهن∗_ است، خدا (زئوس) وی را به خاطر psychē (روح و روان)اش دوست می داشت. سقراطِ گزنفونی تأکید دارد که زئوس به هیچ یک از معشوقانش نامیرایی (جاودانگی) نبخشید بلکه آنرا به گانیمده اعطا کرد.
در شعر، گانیمده بدل به نمادی برای مرد جوان زیبایی گردید که شیفتهٔ میل همجنس-خواهانه و عشق است. وی البته همواره چونان [شخصیتی] قانع و "حرفْ گوشْ کن" به تصویر کشانده نشده است، چنان که در آرگونوتیکا∗ی آپولونیوس رودسی گانیمده از خداوندگار اروس به خاطر اینکه وی را در قاپ‌بازی فریب داده استْ عصبانی است، و آفرودیته نیز پسرش را به خاطر "فریب دادن یک تازه کار" سرزنش می کند.

## در هنر

### هنرهای باستانی

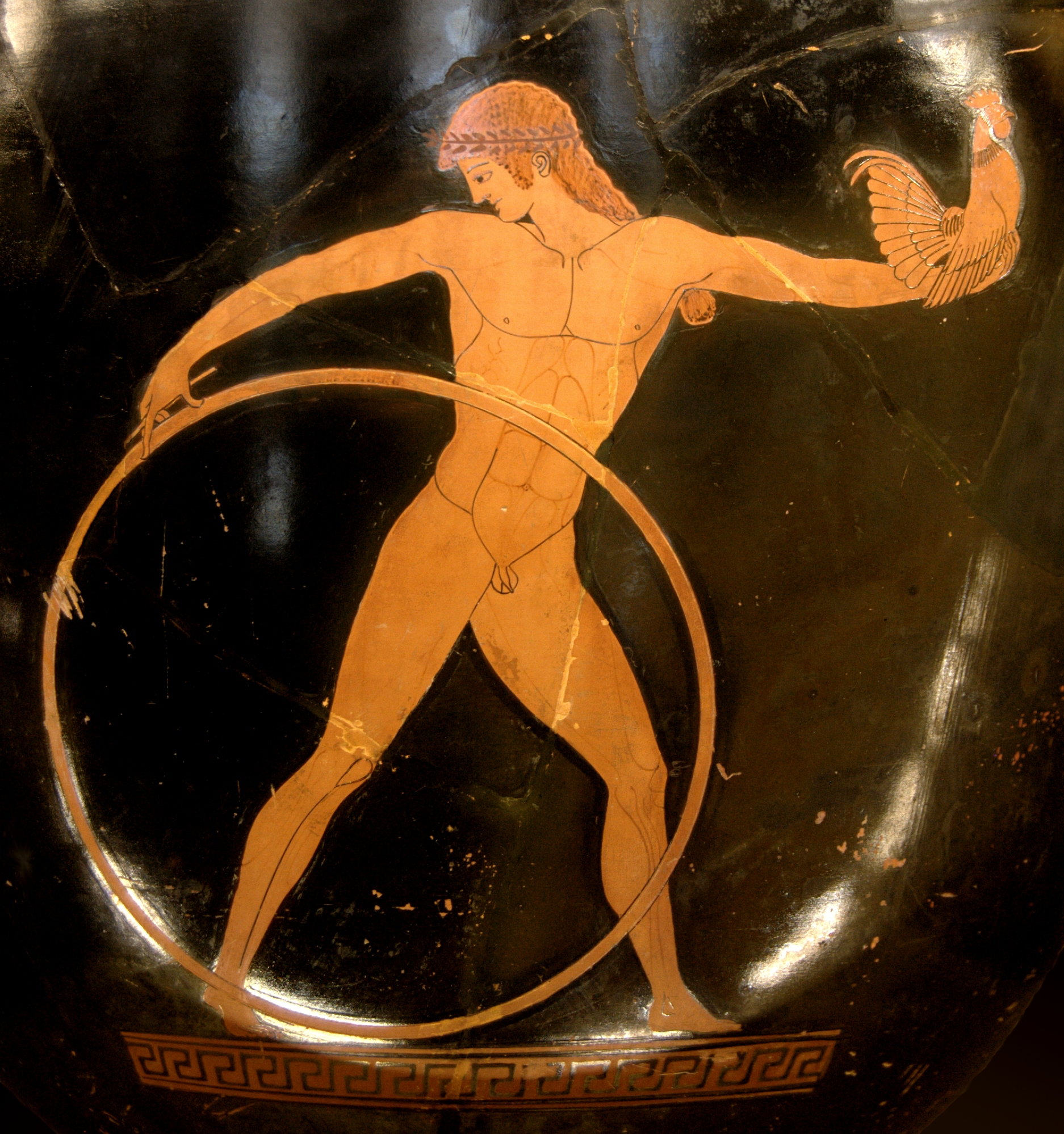
یک کراتر سرخ فام که گانیمده را در حال راندن حلقه ای نشان می دهد و در دست دیگرش خروسی بالا گرفته است. در سوی دیگرِ کراتر، زئوس در تعقیب وی است. (اثر Berlin painter، حدود 500_490 قبل از میلاد)

در آتن سدهٔ پنجم، داستان گانیمده در میان هنرمندان گلدان نگارِ مرتبط با ضیافت های مردانه محبوب گردید. گانیمده معمولاً به سان یک مرد جوان عضلانی ترسیم شده، هر چند تندیس های یونانی و رومی جسم وی را نسبت به ورزشکارانْ کمتر عضلانی نشان دادند.
یکی از اولین توصیف ها از گانیمده، یک کراتر∗ سرخ فام اثر هنرمندی با نام مستعار نقّاش برلین (Berlin Painter) در موزه لوور است که در آن زئوسْ گانیمده را در یک طرف تعقیب می کند، و در طرف دیگرْ نوجوان در حالی که مشغول راندن یک حلقه استْ و در دیگر دستش نیز خروسی نعره کشان را بالا گرفته پا به گریز می گذارد. در آتنِ سدهٔ پنجم خروس ها هدیه ای عام بودند که خواستگار مردِ مسن تر به پسر های جوانی که بدانان علاقه‌مند بودندْ می دادند. لئوخارس∗ (حدود 350 قبل از میلاد)، تندیس گر آتنی ها که با اسکوپاس∗ در آرامگاه هالیکارناسوس همکاری داشتْ تندیس برنزینِ نابود شده ای از گانیمده و عقاب را قالب ریخت که به خاطر ساختار و ترکیب بندی خلاقانه اش قابل توجه بود. این اثر آشکاراً در چند تندیس شناخته شدهٔ مرمر در واتیکان کپی شده است. گانیمده و زئوس به سان یک عقابْ سوژه ای محبوب در یادبودهای سوگواری رومی بودند به طوری که حداقل 16 تابوت‌دان این صحنه را در خود بازنمایانده اند.

### رنسانس و باروک
گانیمده نمادی بزرگ از عشق همجنس‌گرایانه در هنرهای دیداری و ادبی از رنسانس تا پایان عصر ویکتوریایی بود، جایی که آنتینوس، معشوق امپراطور هادریانوس، سوژۀ محبوب تری شد. گانیمده در ابتدای نمایشنامهٔ دیدو، شهبانوی کارتاژ اثر کریستوفر مارلو ظاهر می شود، جایی که مزاح و خوش و بش وی با زئوس توسط هرای عصبانی بر هم می خورَد. در تراژدیِ متأخرِ دوران جاکوبی به نام زنان آگاه باشید زنان! گانیمده، هبه، و هایمن برای مدتی مختصر ظاهر می شوند تا به عنوان ساقی دربار خدمت کنند، یکی از آنان ضمن سوء قصدی مسموم شده است.
یکی از نخستین نگاره های غیرباستانی از گانیمده که هنوز باقی مانده، یک چوب‌تراشیِ اقتباس شده از کتاب آلمانی Emblemata∗(حدود 1531) است که نوجوان را نه در حال ربوده شدن بلکه در حال راندن عقاب نشان می دهد؛ به هر حال این اثر و نیز نقّاشی اولیه ای از میکل‌آنژ (که تنها در حد طرحی کپی شده از نسخهٔ اصیل باقی مانده و گانیمده را در حال ربوده شدن نشان میدهد) نامتعارف است. نقّاش-معماری به نام بالدازاره پروتزی یک نقّاشی پانل∗ از رُبایش گانیمده بر سقف عمارت ویا فارنزینا∗ در رم (حدود 1514_1509) نگاشت که موی بلندِ بلوند و ژشت دخترانهٔ گانیمدهْ وی را در اولین نگاه از دیگران متمایز می کند، البته وی بال های عقاب را بی مقاومت می پذیرد. در ربایش گانیمده توسط عقاب∗ (در وین)اثر آنتونیو دا کورجو، گانیمده بال های عقاب را صمیمی تر می پذیرد. نسخهٔ روبنس مردی جوان را به تصویر می کشانَد، رامبرانت ربایش گانیمده را برای یک اسپانسر کالوینیست هلندی در 1635 نگارید که در آن یک عقاب سیاهْ کودکی فربهٔ معصوم را بالا می بَرد (واقع در گالری نقّاشی درسدن) و کودک از ترس در حال جیغ کشیدن و ادرار است. در مقابل، یوهان ویلهلم بور∗ در اثر گانومدهٔ پیروزمند∗ (حدود دهه 1640) گانیمده ای بالغ را به تصویر می کشد که با اطمینان عقاب را به سوی المپ میرانَد. یک تندیس گانیمده و زئوس (در چهرۀ عقاب) با نام گانیمده مدیچیز اثر پیِر لاویرون∗ به سال 1685 در باغ کاخ ورسای ایستاده است.
نمونۀ نقّاشی ها از گانیمده در سدۀ 18اُم فرانسه توسط مایکل پرستون وُرلی∗ مطالعه شده است. تصویر گانیمده بدون استثناء یک کودک معصوم است به همراه یک عقاب، و جنبه های هم‌جنس‌کامهٔ افسانه به ندرت مورد توجه قرار گرفته اند. در حقیقت داستان اغلب "دگرجنسگرا گونه"∗ شده است. افزون بر این، تفسیر نوافلاطونی از افسانه_ تفسیری که در آن ربایش گانیمده نشانگر صعود به سوی کمال روحی و اخلاقی است و در ایتالیای رنسانس شایع بود_ ظاهراً جذابیتی برای فلاسفه و اسطوره نگاران انگلیسی نداشت. در این دوره ژان باپتیست ماری پیر∗، شارل یوزف ناتوا∗، گیوم دوم کوستو∗، پیر ژولن∗، ژان باپتیست رنیو∗ و دیگران تصاویر گانیمده را به هنر فرانسوی شناساندند.

## نگارخانه

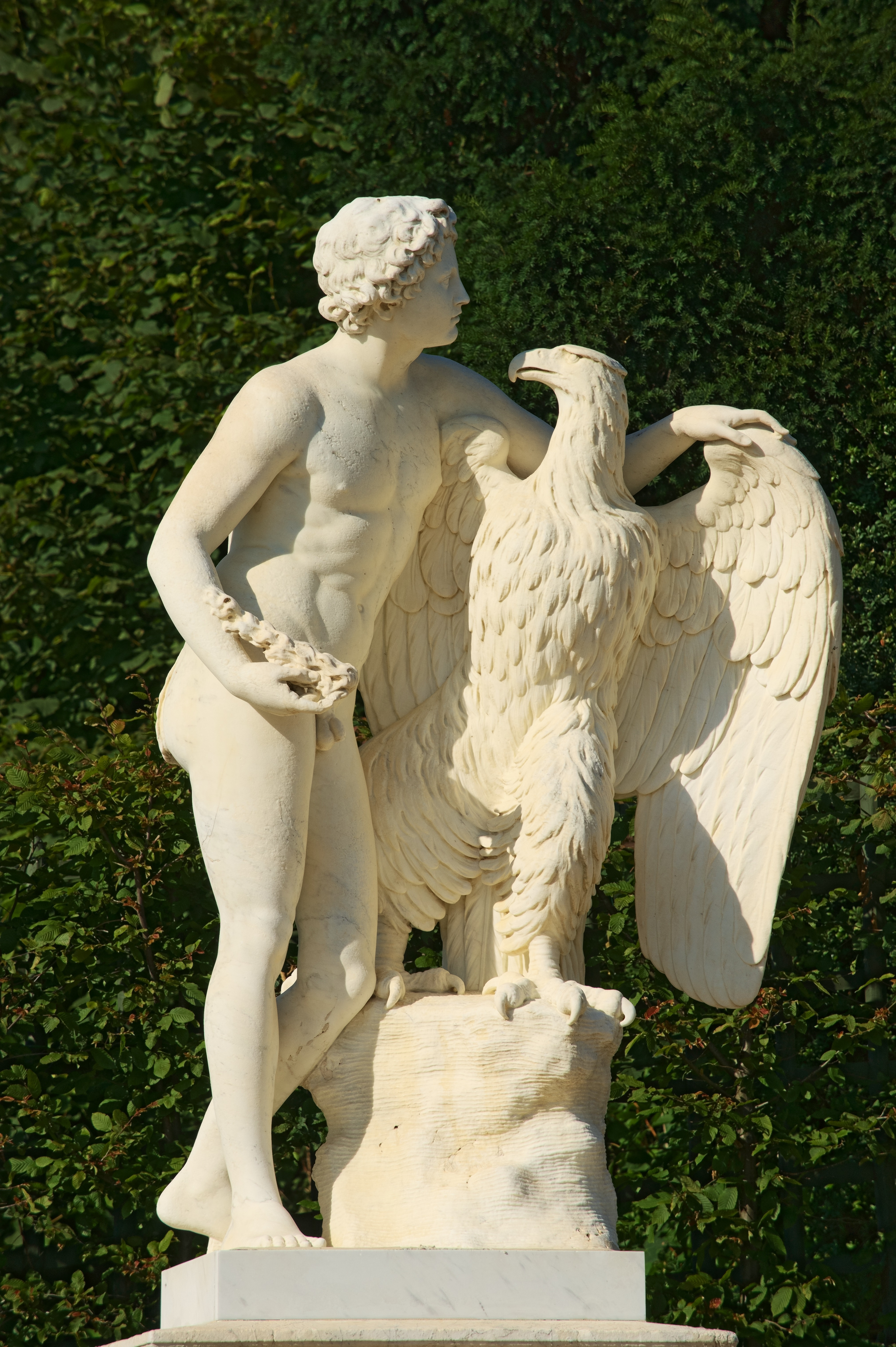
گانیمده مدیچیز (Ganymède Médicis) اثر پیِر لاویرون که در باغ کاخ ورسای دیده می شود. (1685_1684)
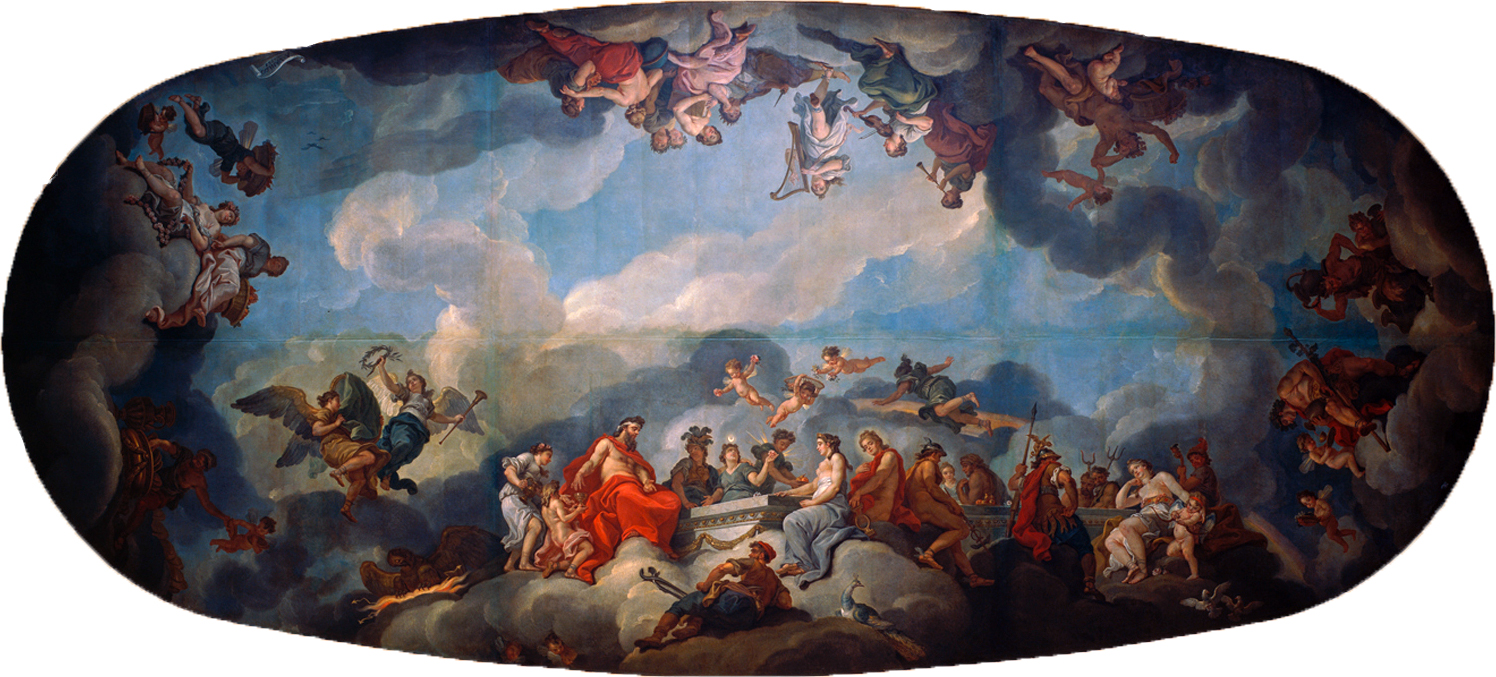
تشریفاتِ (پاگشای) ورود گانیمده به المپ (1768) اثر فان لو.
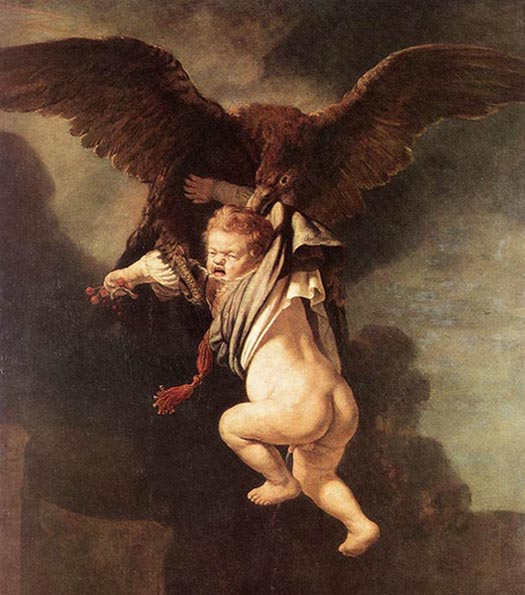
رُبایش گانومده (1635) اثر رامبرانت.
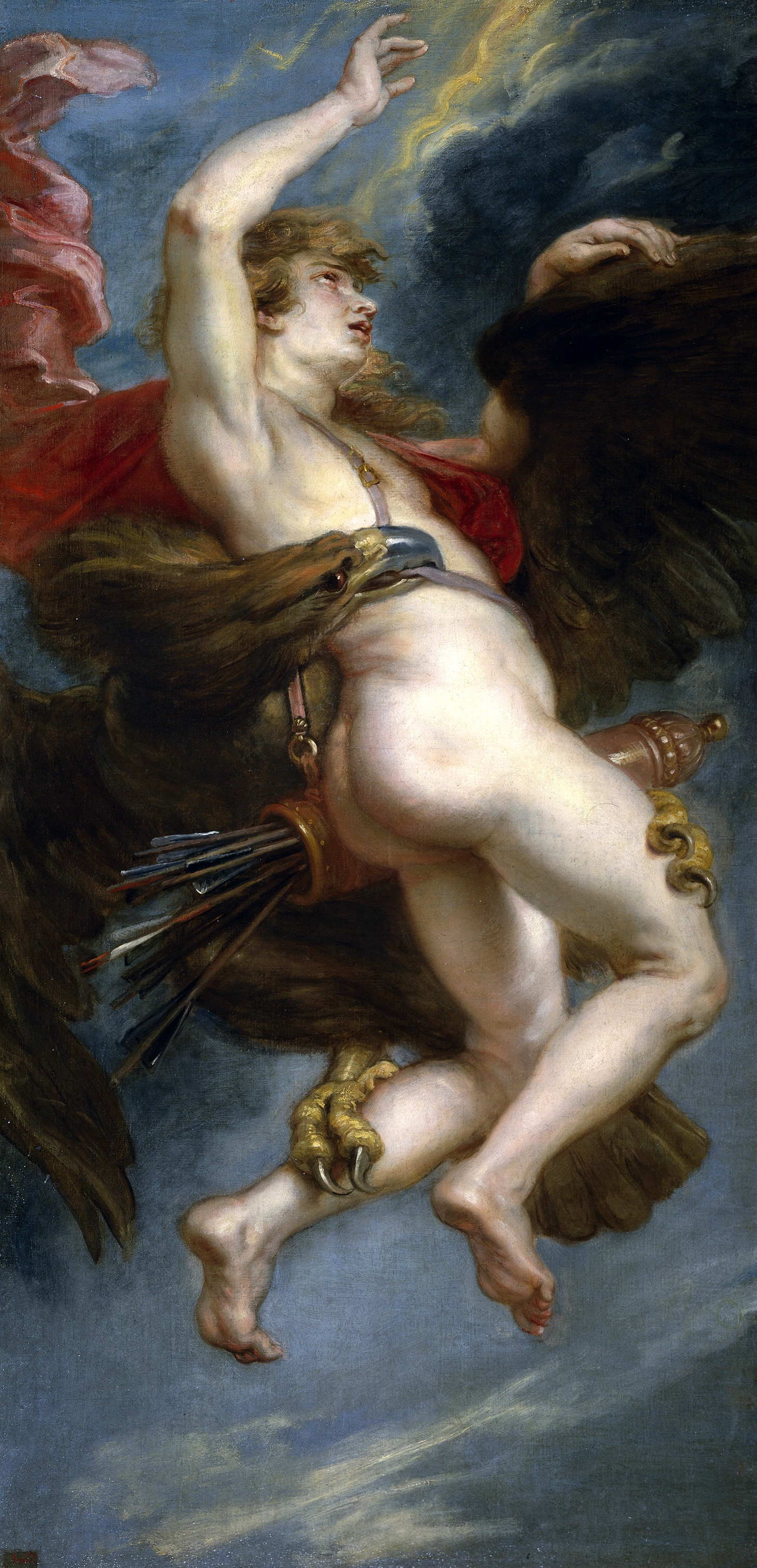
ربودن گانومده (1611) اثر پیتر پل روبنس.
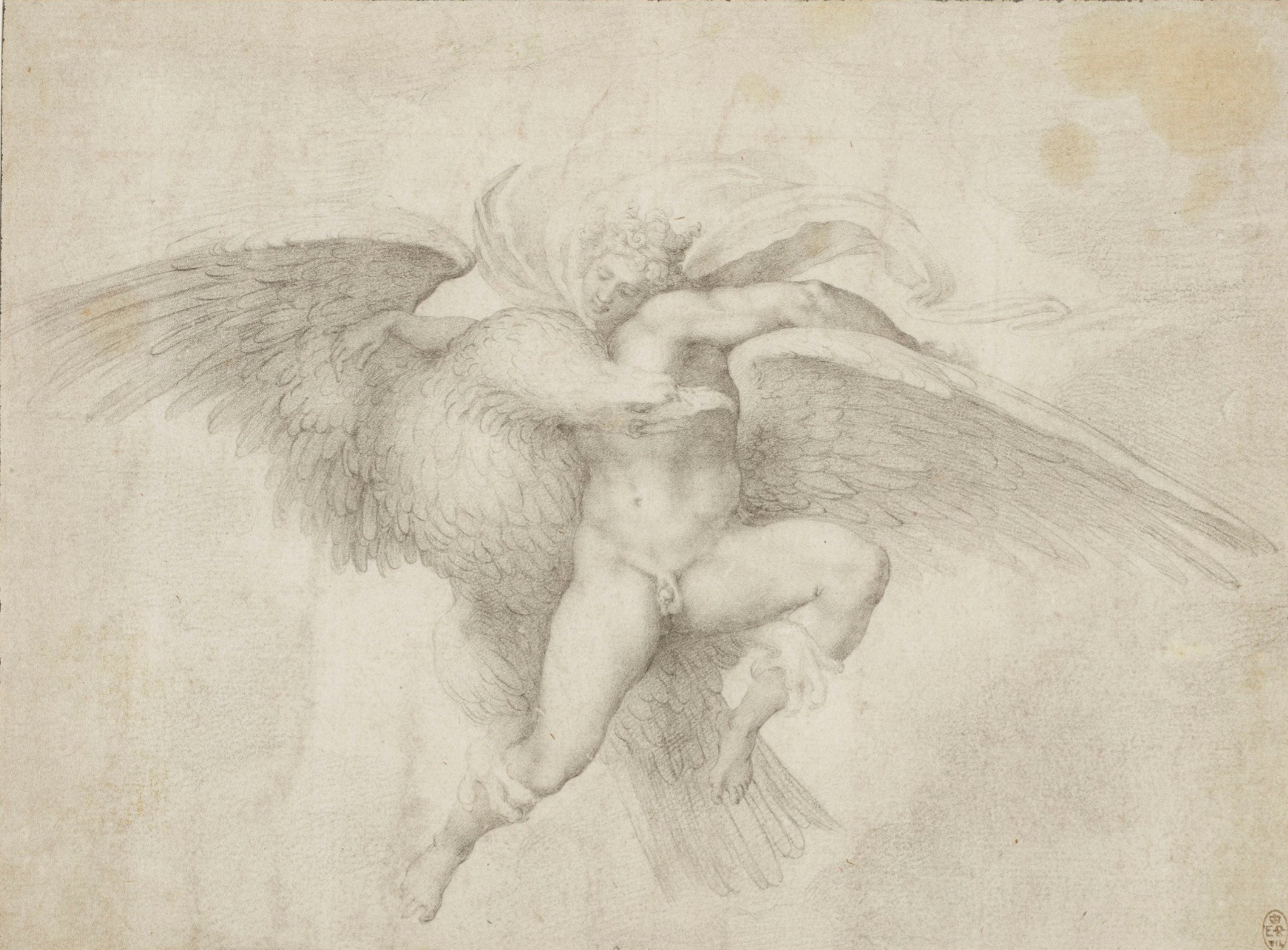
طرحی از گانیمدۀ میکل‌آنژ(آنجلو) که از روی نسخۀ اصیلِ از دست رفتهْ کپی برداری شده است. (1532) واقع در گالری سلطنتی قلعه وینزر.

## یادداشت ها
^  Catamitus
^  Catamite در سنت یونان باستان و روم باستان به معنای پسر نوباوه ای بود که همدم و مونس صمیمی یک مرد (به ویژه در رابطهٔ شاهد بازی) بود.
^  Callirrhoe
^  Scamander
^  Acallaris
^  Eumedes
^  Ilus
^  Assaracus
^  Cleopatra
^  Cleomestra
^  Erichthonius
^  Mount Ida
^  Edmund Veckenstedt
^  taking pleasure
^  mēd
^  Argonautica
^  Eucharides Painter
^  Dictys
^  Suda
^  Tzetzes
^  Hyginus
^  Homeric Hymns
^  یک krater یا crater گلدان بزرگی بود که در یونان باستان برای ریختن شراب در آن استفاده می شد.
^  Leochares
^  Scopas
^  Emblemata
^  Panel painting نوعی نقّاشی است که بر روی تخته ای صاف چوبین_ چه یک تخته و چه چندین تخته که به یکدیگر پیوسته باشند_ نگاریده می شود. پیش از اینکه کرباس در سدهٔ شانزدهم به عنوان تختهٔ نقّاشی محبوب شود، نقّاشی ها نوعاً بر روی پانل نگاریده می شدند.
^  Villa Farnesina
^  Ganymede Abducted by the Eagle
^  Johann Wilhelm Baur
^  Ganymede Triumphant
^  Pierre Laviron
^  Michael Preston Worley
^  heterosexualized
^  Jean-Baptiste Marie Pierre
^  Charles-Joseph Natoire
^  Guillaume II Coustou
^  Pierre Julien
^  Jean-Baptiste Regnault